# Synthalia
Synthalia là một chi bướm đêm thuộc họ Geometridae.